# Doramectina
A doramectina (Dectomax) é um medicamento veterinário aprovado pela Food and Drug Administration (FDA) para o tratamento de parasitas como vermes gastrointestinais, pulmonares, oculares, larvas, piolhos e ácaros da sarna em bovinos.
É utilizado para o tratamento e controle da parasitose interna (nematoides gastrointestinais e pulmonares), carrapatos e sarna (e outros ectoparasitas). Doramectina é um derivado da ivermectina. Da mesma forma que outras drogas desta família, é produzido por fermentação por cepas selecionadas de Streptomyces avermitilis. Seu espectro inclui: espécies de Haemonchus, Ostertagia, Trichostrongylus, Cooperia e Oesophagostomum e Dictyocaulus viviparus, Dermatobia hominis, Boophilus microplus e Psoroptes bovis, entre muitos outros parasitas internos e externos. Está disponível como uma injeção e como uma solução tópica de 5 mg/ml.
A doramectina também é comercializada em muitos países latino-americanos e em alguns países da Ásia e África como a Doramec LA (fabricada pela Agrovet Market Animal Health) em uma solução injetável de ação prolongada de 1% de doramectina para bovinos, ovinos, suínos e outros. Seu oleoso transportador confere à Doramec LA uma libertação lenta e prolongada, prolongando sua ação por até 42 dias.
A doramectina também está disponível para cavalos como um gel oral, aromatizado e bioadesivo, sob o nome Doraquest LA Oral Gel. Pode ser usado para controlar e tratar parasitas internos como lombrigas, pulmonares e alguns parasitas externos.